# Eerste Servische Opstand

De Eerste Servische Opstand (Servisch: Први српски устанак, Prvi srpski ustanak) was een opstand in Servië die duurde van 1804 tot 1813.

## Geschiedenis
In 1804 was het eens zo machtige Ottomaanse Rijk aan het desintegreren. Pasha's (provinciale gouverneurs) waren oppermachtig in onder andere Albanië en Egypte, terwijl in Arabië de Saoedi's in opstand kwamen. De Janitsaren, eens het meest gevreesde Turkse legeronderdeel, was verworden tot een allegaartje van opportunisten, dat slechts uit was op eigen gewin. Zij peuterden meer en meer rechten van de sultan los (het recht om te trouwen, financiële rechten, toelating van geboren moslims). De Janitsaren vormden erfelijke dynastietjes die als een soort lagere adel in Europa leefden. Zij knepen de plaatselijke christelijke boeren genadeloos uit.
In 1804 leidde dit tot een opstand, geleid door de hereboer "Zwarte Joris", beter bekend als Karadjordje. In het begin was deze gericht tegen de Janitsaren en streed men voor het herstel van het gezag van de sultan. Toen dezelfde sultan echter eiste dat de boeren hun wapens inleverden, keerde de opstand zich ook tegen Istanboel. Belgrado (Servië) werd veroverd, en in 1808 werd Karadjordje tot erfelijk vorst benoemd. In 1812 erkenden de Turken de Servische autonomie.
In 1813 wisten de Turken, gebruikmakend van interne twisten, de Sandjak van Smederevo of de Paschaluk van Belgrado te heroveren. In plaats van een herstel van een consequent en rechtvaardig bewind, dat eens had gegolden, namen de Turken wraak. In 1815 was de situatie vrijwel weer gelijk als in 1804, met als resultaat dat de Tweede Servische Opstand uitbrak.